# Langen- und Staufenbergplatte
Die Langen- und Staufenbergplatte ist ein 29,52 km² großer und im Staufenberg bis 361,2 m ü. NHN hoher Höhenzug und Naturraum (Nr. 343.51) der Westhessischen Senke im Westhessischen Berg- und Senkenland. Sie liegt im nordhessischen Landkreis Kassel (Deutschland).

## Geographie

### Lage
Die Langen- und Staufenbergplatte befindet sich durchschnittlich etwa 15 km nordwestlich der Großstadt Kassel. Sie erstreckt sich in Südsüdost-Nordnordwest-Richtung zwischen Vellmar im Südosten und Ahnatal im Süden, wo sich mit dem bewaldeten Staufenberg (361,2 m; ⊙) die höchste Erhebung des Naturraums erhebt, vorbei an Espenau, Calden und Grebenstein und über den ebenfalls bewaldeten Langenberg (296,7 m; ⊙) bis vor Hofgeismar im Norden und vor Liebenau im Nordwesten.
Nach Westen fällt die Landschaft in das zum Caldener Gebiet gehörende Tal der Nebelbeeke, nach Nordwesten im Liebenauer Gebiet zur Warme, nach Süden im Ahnataler Gebiet in das Tal der Ahne und nach Osten in den Gebieten von Espenau, Calden und Grebenstein und Hofgeismar zur Esse ab.

### Naturräumliche Zuordnung
Der Höhenzug bildet in der naturräumlichen Haupteinheitengruppe Westhessisches Berg- und Senkenland (Nr. 34) und in der Haupteinheit Westhessische Senke (343) den Naturraum Langen- und Staufenbergplatte (343.51) und ist der langgestreckte Ostteil der Untereinheit Nordhabichtswälder Vorland (343.5). Im Uhrzeigersinn wird er von diesen naturräumlichen Nachbarn eingerahmt:
Nordöstlich und östlich der Platte liegt die Untereinheit Hofgeismarer Rötsenke (343.4). Südsüdöstlich breitet sich die Untereinheit Kasseler Becken (343.3) aus, in dem insbesondere Kassel liegt. Ein Sattel am äußeren (linken) Südzipfel der Platte leitet in die Untereinheit Dörnberg und Schreckenberge (342.3) über, von wo aus sich der westlich der Platte gelegene Naturraum Westuffelner Senke (343.50) nach Nordnordwesten bis zu den Beverplatten (Bever-Diemel-Kalkbergland; 361.02) zieht. Dieser Naturraum zählt in der Haupteinheitengruppe Oberes Weserbergland (36) und in der Haupteinheit Oberwälder Land (361) zur Untereinheit Brakeler Kalkgebiet (361.0).

### Landschaft
Die Langen- und Staufenbergplatte ist überwiegend im Süden, zum Beispiel auf dem Staufenberg (361,2 m), sowie im Caldener Tiergarten (früher eingefriedetes Jagdgebiet), bereichsweise auf ihrer Westflanke (u. a. mit Hegeholz und Schenkelwald) und im Norden, unter anderem auf dem Langenberg (296,7 m) bewaldet. Auf ihrem westlich von Calden und südwestlich von Grebenstein gelegenen Mittelteil ist sie unbewaldet und wird landwirtschaftlich genutzt.

### Wasserscheiden und Fließgewässer
Durch den Südteil der Langen- und Staufenbergplatte verläuft die Diemel-Fulda-Wasserscheide: Sie zieht sich zwischen den Naturräumen Dörnberg und Schreckenberge und Hofgeismarer Rötsenke vom Sattel zwischen Fürstenwald und Weimar im Westen über die Platte mit dem Staufenberg nach Mönchehof im Osten und dann zum nordöstlich befindlichen Reinhardswald. Entwässert wird die Platte nach Süden durch kurze Bäche in den Fulda-Zufluss Ahne.
Entlang des Plattenkamms zieht sich von Südsüdost nach Nordnordwest die Warme-Esse-Wasserscheide. Von ihr fließen nach Westen jeweils kurze Bäche in den Warme-Zufluss Nebelbeeke und weiter nördlich direkt in die Warme und nach Osten unter anderem die Bäche Jungfernbach, Suderbach, Maibach und Nesselbach (in Süd-Nord-Richtung betrachtet) in den Diemel-Zufluss Esse.

### Berge
Die Langen- und Staufenbergplatte besteht insbesondere aus diesen Bergkuppen – mit Höhe in Meter (m) über Normalhöhennull (NHN):
| - Staufenberg (361,2 m), bei Vellmar - Stahlberg (347,9 m), bei Heckershausen - Wartberg (305,5 m), zwischen Schachten und Westuffeln - Langenberg (296,7 m), zwischen Kelze und Westuffeln | - Hollenberg (278,3 m), bei Calden mit dem Flughafen Kassel-Calden - Dachsberg (270,1 m), zwischen Mönchehof und Vellmar - Steinhügel (268,5 m), bei Schachten - Veckerberg (252,6 m), bei Kelze |

### Städte und Gemeinden
Städte und Gemeinden (etwa in Südsüdost-Nordnordwest-Richtung betrachtet) auf der Langen- und Staufenbergplatte oder an deren Rändern mit Ortsteilen sind:
| - Vellmar (Südsüdosten) - Obervellmar (südsüdöstlich) - Ahnatal (Süden) - Heckershausen (Südrand) - Weimar (südlich) - Espenau (Südosten) - Mönchehof (südöstlich) - Calden (Osten und Westen) - Caldener Kernort (östlich) - Ehrsten (westlich) - Fürstenwald (westlich) | - Calden (Fortsetzung) - Meimbressen (Westrand) - Obermeiser (westlich) - Westuffeln (westlich) - Grebenstein (Osten) - Schachten (Ostrand) - Friedrichsthal (auf der Platte) - Hofgeismar (Nordosten) - Kelze (Nordnordostrand) - Liebenau (Nordnordwesten) - Niedermeiser (westlich) |

Davon liegt nur der Grebensteiner Ortsteil Friedrichsthal unmittelbar auf der Langen- und Staufenbergplatte. Unmittelbar an den Rand des Naturraums stoßen die Ortschaften Meimbressen (Calden), Schachten (Grebenstein) und Kelze (Hofgeismar).

## Verkehrsanbindung und Wandern
Durch den Mittelteil der Langen- und Staufenbergplatte führt zwischen dem Caldener Kernort und dem Caldener Ortsteil Westuffeln in Südost-Nordwest-Richtung die Bundesstraße 7. Von dieser Straße zweigen ein paar Landes- und Kreisstraßen ab, die durch den Naturraum verlaufen.
Auf der bereits zur Hofgeismarer Rötsenke gehörenden Ostabdachung des Höhenzugs liegt nordnordwestlich des Caldener Kernorts an der B 7 der Flughafen Kassel-Calden.
Entlang dem Südrand des Naturraums verläuft nördlich von Ahnatal, Vellmar und durch Espenau etwa in West-Ost-Richtung der Kassel-Steig. Durch seinen Südteil führt zwischen dem Caldener Kernort und dem Caldener Ortsteil Fürstenwald der Märchenlandweg, der nach Verlauf durch die Hofgeismarer Rötsenke beim Hofgeismarer Ortsteil Kelze den Ostrand des Naturraums berührt. Beim Caldener Kernort verläuft der Eco-Pfad Calden. Zwischen dem Caldener Ortsteil Westuffeln und Kelze führt der Europäische Kulturfernwanderweg Hugenotten- und Waldenserpfad in Südwest-Nordost-Richtung durch den Naturraum.